# Valentín Pimentel
Valentín Pimentel (Santa Ana, Ciudad de Panamá, Panamá; 30 de mayo de 1991) es un futbolista panameño y juega como delantero y su equipo actual es el Sporting San Miguelito de la Primera División de Panamá.

## Selección nacional
Ha sido internacional con la Selección de fútbol de Panamá en 28 ocasiones. De las cuales, 13 se han dado en partidos amistosos internacionales; 8 en la Copa de Oro del año 2015; 5 en Fases Clasificatorias para el Mundial de Fútbol de la FIFA; 1 en Copa América; y, 1 en Copa América Play-in. En estos, como se destacará a continuación, solo ha marcado un gol, en un amistoso contra Trinidad y Tobago (2-1) en el Estadio Rommel Fernández.

### Participaciones en Selección Nacional
| Copa                         | Sede           | Resultado        | Partidos | Goles |
| ---------------------------- | -------------- | ---------------- | -------- | ----- |
| Copa Oro 2015                | Estados Unidos | Tercer lugar     | 5        | 0     |
| Copa América Centenario 2016 | Estados Unidos | Fase de grupos   | 1        | 0     |
| Copa Oro 2017                | Estados Unidos | Cuartos de final | 1        | 0     |
| Copa Oro 2019                | Estados Unidos | Cuartos de final | 2        | 0     |

### Goles internacionales
| No | Fecha                | Estadio                                            | Rival             | Marcador | Resultado | Evento   |
| -- | -------------------- | -------------------------------------------------- | ----------------- | -------- | --------- | -------- |
| 1. | 8 de octubre de 2015 | Estadio Rommel Fernández, Ciudad de Panamá, Panamá | Trinidad y Tobago | 1–2      | 1–2       | Amistoso |

## Clubes
| Club               | País      | Año           |
| ------------------ | --------- | ------------- |
| CD Vista Alegre    | Panamá    | 2010 - 2011   |
| Suntracs FC        | Panamá    | 2011 - 2014   |
| CD Plaza Amador    | Panamá    | 2014 - 2015   |
| CD La Equidad      | Colombia  | 2016          |
| CD Plaza Amador    | Panamá    | 2017 - 2019   |
| Costa del Este FC  | Panamá    | 2019          |
| ACD Lara           | Venezuela | 2020          |
| Costa del Este FC  | Panamá    | 2020          |
| Deportivo del Este | Panamá    | 2021          |
| Sporting SM        | Panamá    | 2021-presente |